# Pavel Malura
Pavel Malura (ur. 24 grudnia 1970 w Ostrawie) – czeski trener piłkarski. W swojej karierze trenował między innymi; Pogoń Szczecin, Baníka Ostrawa czy Viktorię Žižkov. W sezonie 2024/2025 był asystentem trenera FK Mladá Boleslav, a także trenerem drugiego zespołu tego klubu.

## Kariera trenerska
Malura rozpoczął pracę trenerską w Czechach, prowadząc m.in. zespoły Viktoria Žižkov (2005–2006), 1. FC Slovácko (2006–2007), FC Hradec Králové (2008), FC Baník Ostrava (2011–2012) oraz MFK Karviná (2012). W 2008 roku krótko pracował również w słowackim FC Nitra. W 2004 roku był trenerem Pogoni Szczecin w Polsce.
Od 1 lutego 2022 roku Malura pełni funkcję trenera zespołu FK Mladá Boleslav B, rywalizującego w trzeciej lidze czeskiej (ČFL). Równocześnie, od czerwca 2022 roku, jest szefem akademii piłkarskiej FK Mladá Boleslav.
W sierpniu 2024 roku Malura został powołany na członka Rady Sportowej Czeskiego Związku Piłki Nożnej (FAČR), pełniącej rolę doradczą przy zarządzie federacji.